# ラヴァーズ・コンチェルト
「ラヴァース・コンチェルト」（A Lover's Concerto）は、アメリカ合衆国のソングライター、サンディ・リンザー&デニー・ランドル（Sandy Linzer and Denny Randell）作のポップ・ソング。

## 概要
オリジナルは、1965年にアメリカ合衆国のガール・グループ、ザ・トイズが歌ったものである。Billboard Hot 100では最高2位を記録。キャッシュボックスとカナダRPMでは1位を記録した
リンザー&ランドルが基にしたのは、J.S.バッハの『アンナ・マグダレーナ・バッハの音楽帳』の中に含まれる『メヌエット ト長調 BWV Anh.II/114』である。元曲は3/4拍子で書かれているが、『ラヴァーズ・コンチェルト』は4/4拍子にアレンジされている。ちなみに、元曲は長らくバッハ作曲と伝えられてきたが、現在ではクリスティアン・ペツォールトの作品であることが通説となっている。編曲はチャーリー・カレロが担当した。

## スタンダード・ナンバーとして
ザ・トイズ以降、この曲は、クインシー・ジョーンズ、レノン・シスターズ（The Lennon Sisters）、シラ・ブラック、ザ・デルフォニックス（The Delfonics）、サラ・ヴォーン、スプリームス（シュープリームス）、ミセス・ミラー（Mrs. Elva Miller）、アルマ・コーガン（ドイツ語版「So Fängt Es Immer An」が西ドイツでヒット）、オードリー・ホール、陳慧琳（ケリー・チャン）など、多くのアーティストによってレコーディングされた。
日本では、特にサラ・ヴォーンのバージョンが有名であり、三菱自動車工業のシャリオグランディスのコマーシャルやドラマ『不機嫌なジーン』（フジテレビ系）の挿入歌など、多くのメディアで使用されている。
日本のミュージシャンでは、1966年の第17回NHK紅白歌合戦で金井克子が歌唱したほか、1967年に尾崎紀世彦がザ・ワンダース（日本語&英語詞）で、1971年にはソロ（英語詞）でレコーディングした。その他、ザ・ピーナッツ（布施明とデュエットしているものもある）、ジローズ（1971年、英語詞）、薬師丸ひろ子（1989年、日本語詞、アルバム『LOVER'S CONCERTO』に収録）、桑田佳祐（1994年、英語詞、シングル「月」に収録）などがこの曲をレコーディングしている。DEENは同曲をフィーチャーしたアルバム『LOVERS CONCERTO』を発表し、同アルバムの中でインストゥルメンタルとしてカバーしている。

## 映画での使用
- エレクトリック・ドリーム（1984年）
- 陽のあたる教室（1995年）
- 接続 ザ・コンタクト（1997年）
- アンナ・マデリーナ（1998年）

## その他の使用
- BACHプラザ（テレビ埼玉） - 放送開始から現在に至るまでオープニング・エンディングテーマに使用されている。
- JR西日本 - 183系・485系〈雷鳥・北近畿等〉の車内チャイムに使用されていた。
- タモリ倶楽部（テレビ朝日） - 「空耳アワー」のコーナーで、サラ・ヴォーンのバージョンの「Keep this day in your heart eternally」が「金粉してるよ ハゲてんのに」に聞こえるとして紹介された事がある。
- クイズ仕事人（ABCテレビ） - 関西ローカル時代のエンディングテーマに使用されていた。